# Период Кофун
Период Кофу́н (яп. 古墳時代 кофун дзидай, букв. «период курганов») — эпоха в истории Японии (250 (300) — 538). Первый подпериод эпохи Ямато. Особенность эпохи — распространение культуры курганов и появление в районе Ямато (совр. префектура Нара) одноименного японского государства.

## Курган кофун

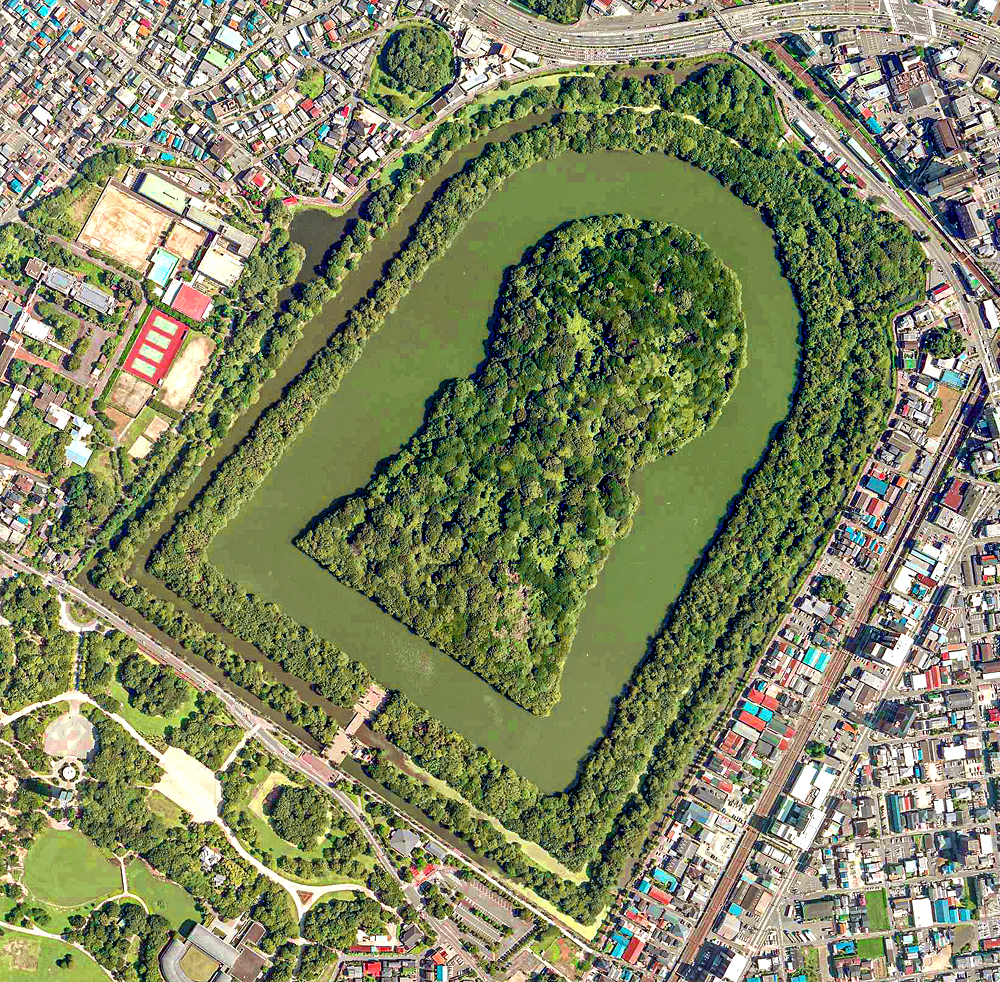
Курган Дайсэнрё (вид с воздуха), могила императора Нинтоку, начало V века.

Период кофун называется так благодаря культуре курганов кофун (古墳 — «старый курган»), которая была распространена в Японии в течение пяти столетий. Существует несколько типов этих курганов. Самые простые и старые — это земельные насыпи в форме круга или четырехугольника. Существуют также типы, которые объединяют две простых формы: «круг-круг» (курган напоминает в плане восьмерку), «четырехугольник-четырехугольник» (前方後方墳 — дзэмпо кохо-фун; курган, похожий на трапециевидный шестиугольник) и « четырехугольник-круг» (前方後円墳 — дзэмпо коэн-фун; курган, напоминающий замочную скважину). Последний тип кургана считается классическим кофун и является распространенным на большей части Японского архипелага. Курганы кофун достигают 400 м в длину. Они состоят из каменной или деревянной гробницы, размещенной вертикально (縦穴 — татэана) или горизонтально (横穴 — ёкоана). Некоторые курганы были окружены рвом.
У образца имперского периода Kofun JpIw32 (1347—1409 л. н.) определили митохондриальную гаплогруппу B5a2a1b и Y-хромосомную гаплогруппу O3a2c. У образца JpIw31 (1303—1377 л. н.) определили митохондриальную гаплогруппу D5c1a, у образца JpIw33 (1295—1355 л. н.) — митохондриальную гаплогруппу M7b1a1a1.

## Государство Ямато

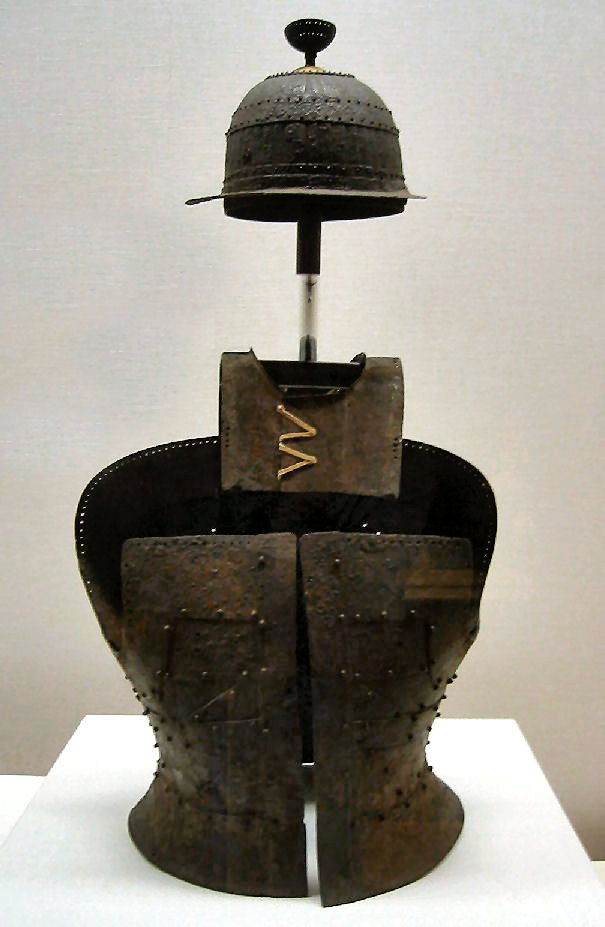
Железный шлем и доспех с бронзовой отделкой, период Кофун, V век. Токийский национальный музей.

Ямато было воинственным политическим образованием. В «Анналах Японии» (日本書紀, 720) упоминается деятельность легендарного принца Ямато Такэру, который в IV столетии разрушил государства Киби и Идзумо. Описываются также его походы на племена кумасо (современная префектура Кумамото), а также непокорных в Восточном Хонсю (вероятно прото-айнов). В VI столетии Ямато распространило свою власть на подобные ей государства на островах Хонсю и Кюсю, создав федеративный союз. Яматосцы смогли также завоевать земли на юге Корейского полуострова — страну Мимана. Активное вмешательство в дела корейских государств способствовало миграционным процессам между Корейским полуостровом и Японским архипелагом. Это, в свою очередь, ускоряло импорт достижений континентальной цивилизации в сфере строительства государства.
Аналогии с японским обществом VIII столетия приводят к выводу, что Ямато состояло из нескольких значительных родовых групп — удзи (氏, в западной историографии переводится как клан). Главы этих кланов, удзи-но ками (氏上) подчинялись военному предводителю — государю, носившему титул о-кими (大王), который также был главным жрецом страны (с VII столетия он станет называться тэнно 天皇 — «император»).
В обществе Ямато социальная структура обладала сословно-классовым делением, характерным для всех древних рабовладельческих обществ (в современном его понимании: то есть три класса и три сословия):
- сословие полноправных свободных:
  - ō-бито — общинная знать (класс эксплуататоров)
  - удзи-бито — рядовые общинники (класс мелких неэксплуатируемых производителей)
- класс эксплуатируемых производителей:
  - бэмин — чужаки (сословие неполноправных свободных)
  - якко / нухи — рабы (сословие несвободных)[12].